# Bolívar (villa)
Bolívar es una villa ubicada en el condado de Allegany en el estado estadounidense de Nueva York. En el año 2000 tenía una población de 1,173 habitantes y una densidad poblacional de 602 personas por km².

## Geografía
Bolívar se encuentra ubicada en las coordenadas 42°4′2″N 78°10′0″O / 42.06722, -78.16667.

## Demografía
Según la Oficina del Censo en 2000 los ingresos medios por hogar en la localidad eran de $29,286, y los ingresos medios por familia eran $36,442. Los hombres tenían unos ingresos medios de $32,019 frente a los $20,735 para las mujeres. La renta per cápita para la localidad era de $12,804. Alrededor del 20% de la población estaban por debajo del umbral de pobreza.